# Methia knulli
Methia knulli là một loài bọ cánh cứng trong họ Cerambycidae.